# ヨトウガ

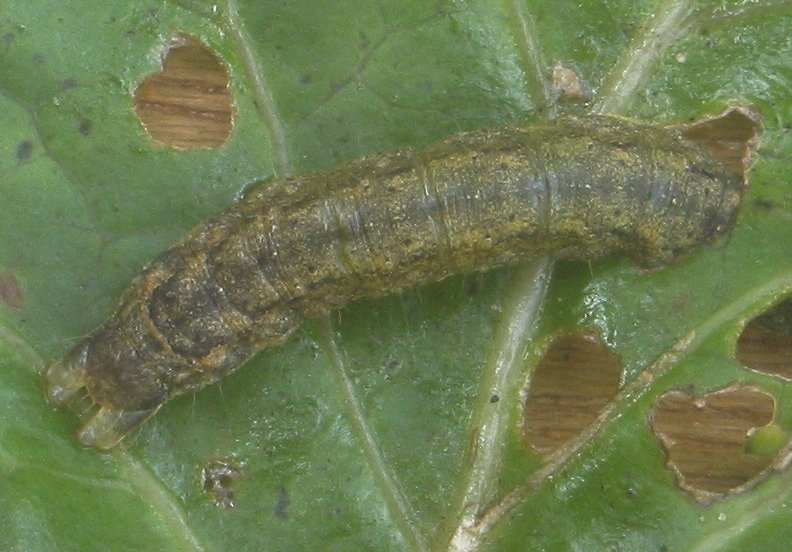
幼虫

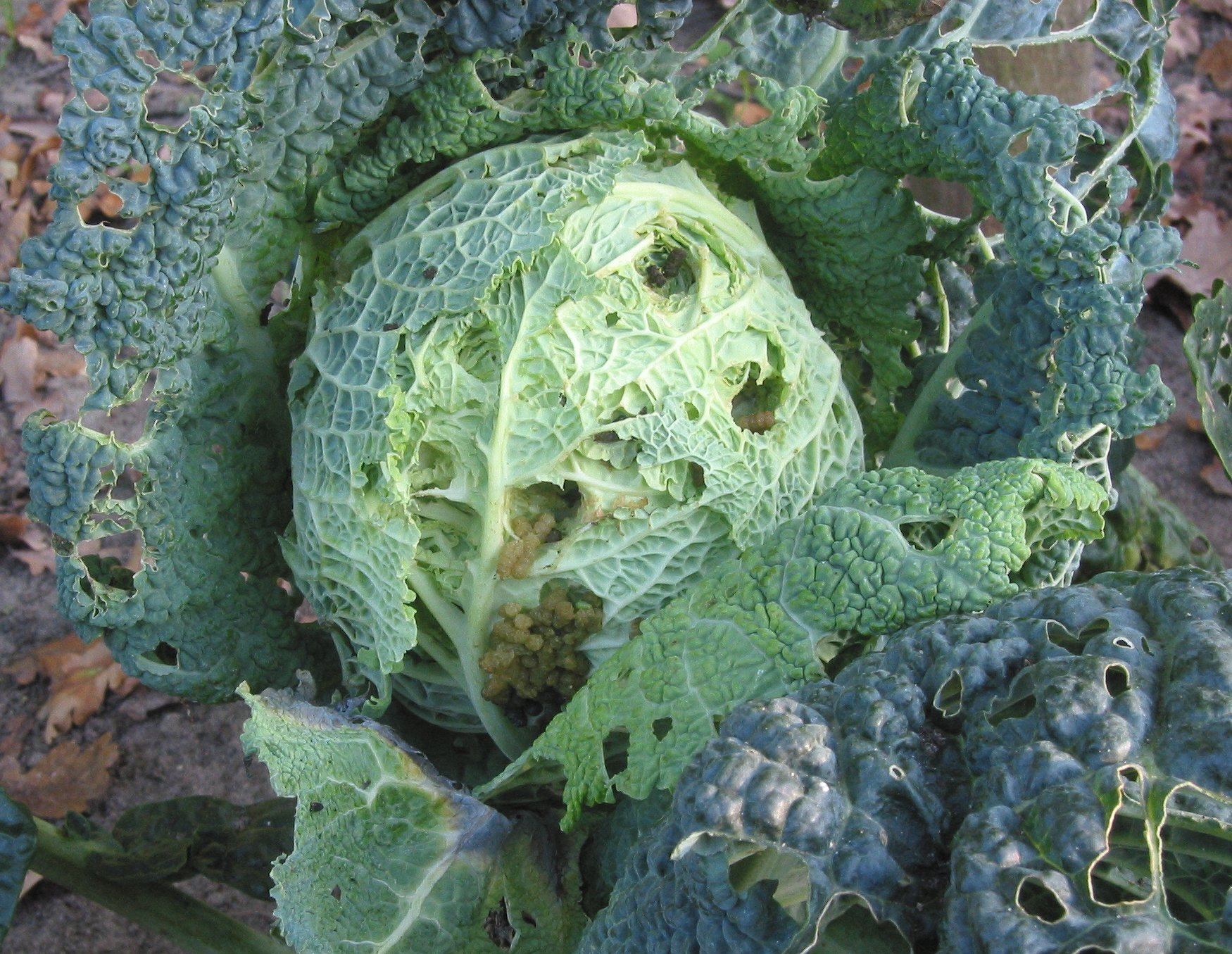
食害を受けたサヴォイキャベツ

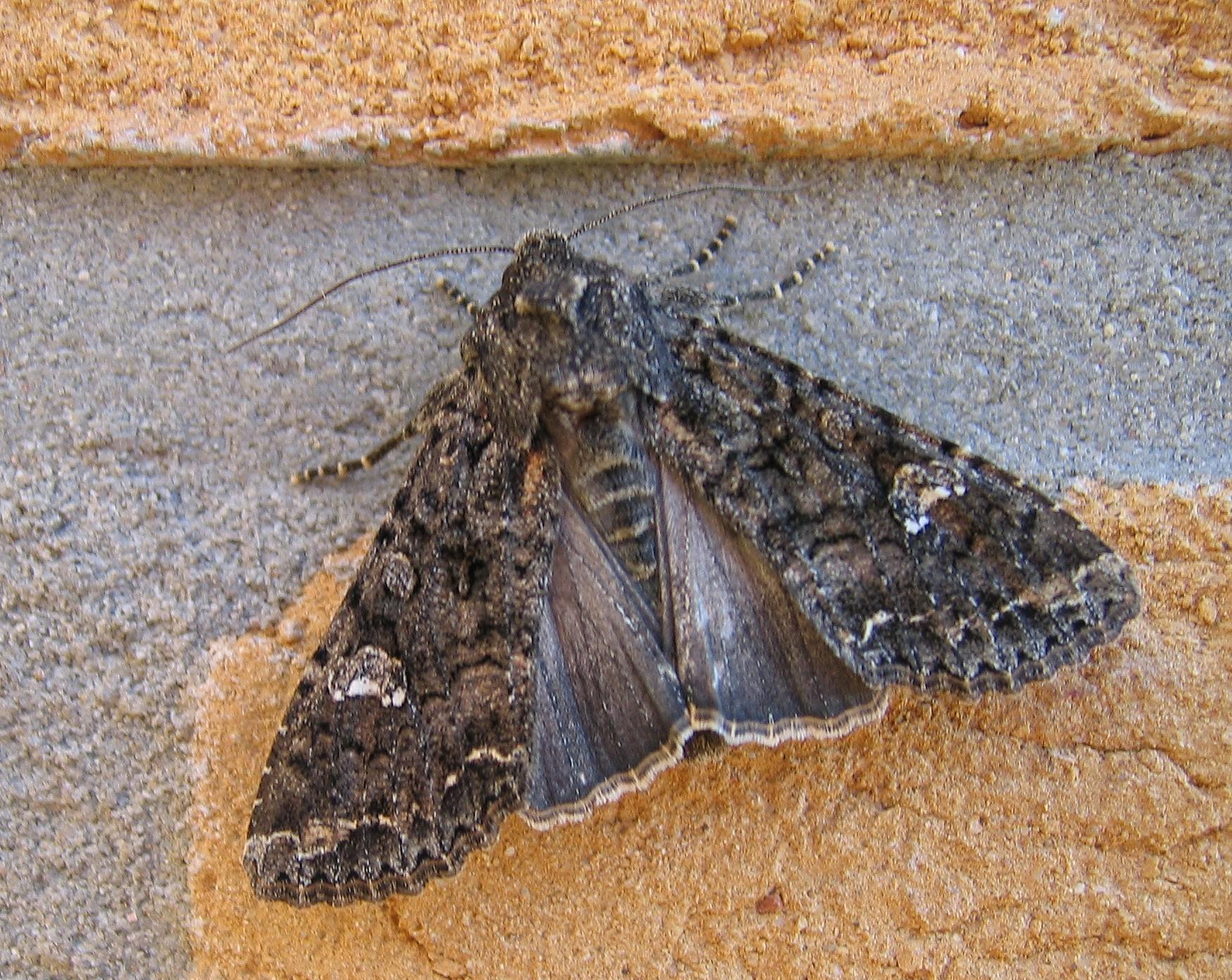
成虫

ヨトウガ（夜盗蛾、Mamestra brassicae）は、チョウ目ヤガ科ヨトウ亜科の昆虫。幼虫は極めて多食性で、イネ科以外のほとんどの植物を食害する。三齢以降の幼虫は、日中は土中や株の地際に潜み、夜間に地上部に出てきて食害するため、ヨトウムシ（夜盗虫）の名前がある。屋久島以北の日本各地、朝鮮半島、東アジア～南アジア～ロシア、ヨーロッパに分布する。

## 形態
成虫は、体長が約15～20mm、翅の開張は約45mm。体色は灰褐色～黒褐色で、不鮮明な白色の斑紋がある。
卵の直径は約0.6mmのやや扁平な球形。色は乳白色。卵塊で産み付けられる。
ヨトウムシとも呼ばれる幼虫は、刺毛はなく表面は平滑。体色は、頭部は黄褐色で不明瞭な暗褐色の斑紋があり、胴部は灰黒色、暗褐色、暗緑色などで数多くの小さな黒点がある。老齢幼虫の体長は40～50mmほどになり、土中で蛹化する。
蛹は、土中で体長が約18～22mm。褐色。

## 生態
一般に年に2回発生、地域によっては3回発生する。蛹で越冬し、4月下旬から羽化、すぐに交尾、産卵する。卵は夜間に、数十～数百個の塊で葉の裏に産み付けられる。産卵は、高温少雨の場合に活発になる。
孵化した幼虫は葉裏に群生して食害し、食害を受けた葉は表皮のみが残る。3齢頃になると個体ごとに分散し、日中は土中や株の地際に潜み、夜間に活動する。6月下旬に幼虫は6齢まで生育し、葉に穴を開けながら暴食する。この齢の幼虫の食害が90%程度を占める。その後、地中にもぐって蛹化、夏眠する。ただし、冷涼な地域では、断続的に幼虫が発生する。
9月～10月に羽化し、10月～11月に幼虫が発生する。その後、地中で蛹化、越冬する。

## 被害
非常に広食性で、食欲は極めて旺盛で、イネ科以外のほとんどの植物を食害する。ヨトウガの幼虫による大きな被害が知られている作物には、アブラナ科（キャベツ、ハクサイ、ダイコン、コマツナ）、マメ科（エンドウ）、アカザ科（テンサイ、ホウレンソウ）、キク科（レタス、ゴボウ）、ナス科（ジャガイモ、ナス、ピーマン、トマト、タバコ）、ユリ科（ネギ）、ウリ科（キュウリ）、セリ科（ニンジン）、バラ科（イチゴ）などが挙げられる。日本では野草ではあるが欧米では園芸植物として栽培されているケシ科のタケニグサ（英名；PlumePoppy=羽毛ケシの意味）も食草として食べている。
害虫としてのヨトウムシは5 - 11月ごろにかけて見られ、孵化したばかりの幼虫は集団で葉裏などに潜んでいる。三齢以降は分散し、日中は土の中にいて、夜間に出てきて葉を食べる食性がある。